# Mohab Mamiš
Mohab Mamiš, egiptovski admiral, * 6. avgust 1948.
Bil je poveljnik Egiptovske vojne mornarice med leti 2007 in 2012 ter član Vrhovnega sveta Oboroženih sil Egipta, ki je prevzel oblast v Egiptu po odstopu predsednika Egipta Hosnija Mubaraka.
Poleg izobraževanja v Egiptu je opravil številne tečaje in druge oblike izobraževanja v ZDA, Združenem kraljestvu, Združenih arabskih emiratih, Ljudski republiki Kitajski, Grčiji in Franciji.